# Peter Cleere

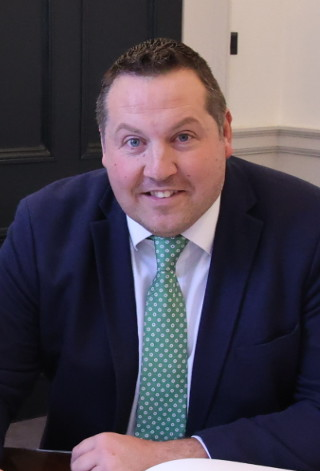
Peter Cleere (2024)

Peter „Chap“ Cleere (* 1982/1983 in Kilkenny) ist ein irischer Sportler (Hurling) und Politiker der Fianna Fáil. Seit 2024 ist er Teachta Dála (Abgeordneter) im Dáil Éireann, dem irischen Unterhaus. 

## Biografie
Cleere war ein erfolgreicher Hurler und spielte im Kilkenny Senior Team. Zwischenzeitlich arbeitete er für die Bank of Ireland als Regionalmanager.
2014 wurde er erstmals in den Kilkenny County Council gewählt. Diesen Erfolg komnnte er 2019 und 2024 wiederholen. Bei den Wahlen zum Dáil Éireann 2024 trat er im Wahlkreis Carlow–Kilkenny für die Fianna Fáil an und wurde gewählt.

## Leben
Cleere ist verheiratet und hat vier Kinder.